# (15836) 1995 DA2
(15836) 1995 DA2, cũng được viết (15836) 1995 DA2, là một vật thể ngoài Sao Hải Vương. Nó được phát hiện ngày 24 tháng 2 năm 1995 bởi David C. Jewitt và Jane Lưu tại đài thiên văn Mauna Kea, Hawaii.